# Leptogomphus
Leptogomphus là một chi chuồn chuồn ngô thuộc họ Gomphidae. Nó gồm các loài:
- Leptogomphus yayeyamensis